# Trattato di Newcastle (1244)
Il Trattato di Newcastle è un trattato tra il re Enrico III d'Inghilterra e il re Alessandro II di Scozia, firmato il 14 agosto 1244.

## Storia
Gli eserciti di Inghilterra e Scozia erano in viaggio per impegnarsi in un combattimento dopo che le controversie riguardanti l'esatta definizione del vicino confine scozzese-inglese, risalenti alla battaglia di Alnwick nel 1174, non erano state risolte. Dopo che i due eserciti avversari si incontrarono vicino a Newcastle upon Tyne, le ostilità furono messe da parte e fu firmato un trattato. Questo documento ha stabilito il confine tra Scozia ed Inghilterra.